# Sucrerie de Čukarica
La sucrerie de Čukarica (en serbe cyrillique : Фабрика шећера ; en serbe latin : Fabrika šećera) est située à Belgrade, la capitale de la Serbie, dans la municipalité urbaine de Čukarica. Construite entre 1899 et 1901, elle est inscrite sur la liste des biens culturels de la Ville de Belgrade.

## Présentation
La sucrerie de Čukarica, située au n° 3-3a rue Radnička, a été construite entre 1899 et 1901. Le bâtiment fut financé par les capitaux d'une association d'actionnaires allemands. La raffinerie était constituée d'une salle des machines, d'une salle de séchage, de quartiers pour les employés et d'une maison pour les travailleurs.
Faisant partie du complexe industriel de Čukarica, la raffinerie devint un centre des activités syndicales et des réunions ouvrière au temps de la puissance du Parti social-démocrate de Serbie. L'usine fut particulièrement célèbre après la grève de 1907, quand la police et l'armée intervinrent pour rétablir l'ordre.
Dans l'entre-deux-guerres et après la Seconde Guerre mondiale, des reconstructions furent effectuées pour accueillir de nouvelles machines, ce qui modifia l'aspect de l'ensemble. Néanmoins, l'usine reste un exemple de l'architecture industrielle en Serbie à la fin du XIXe siècle.